# 上迈廷根
上迈廷根是德国巴伐利亚州的一个市镇。总面积9.93平方公里，总人口1601人，其中男性903人，女性698人（2011年12月31日），人口密度161人/平方公里。